# Olympic Green

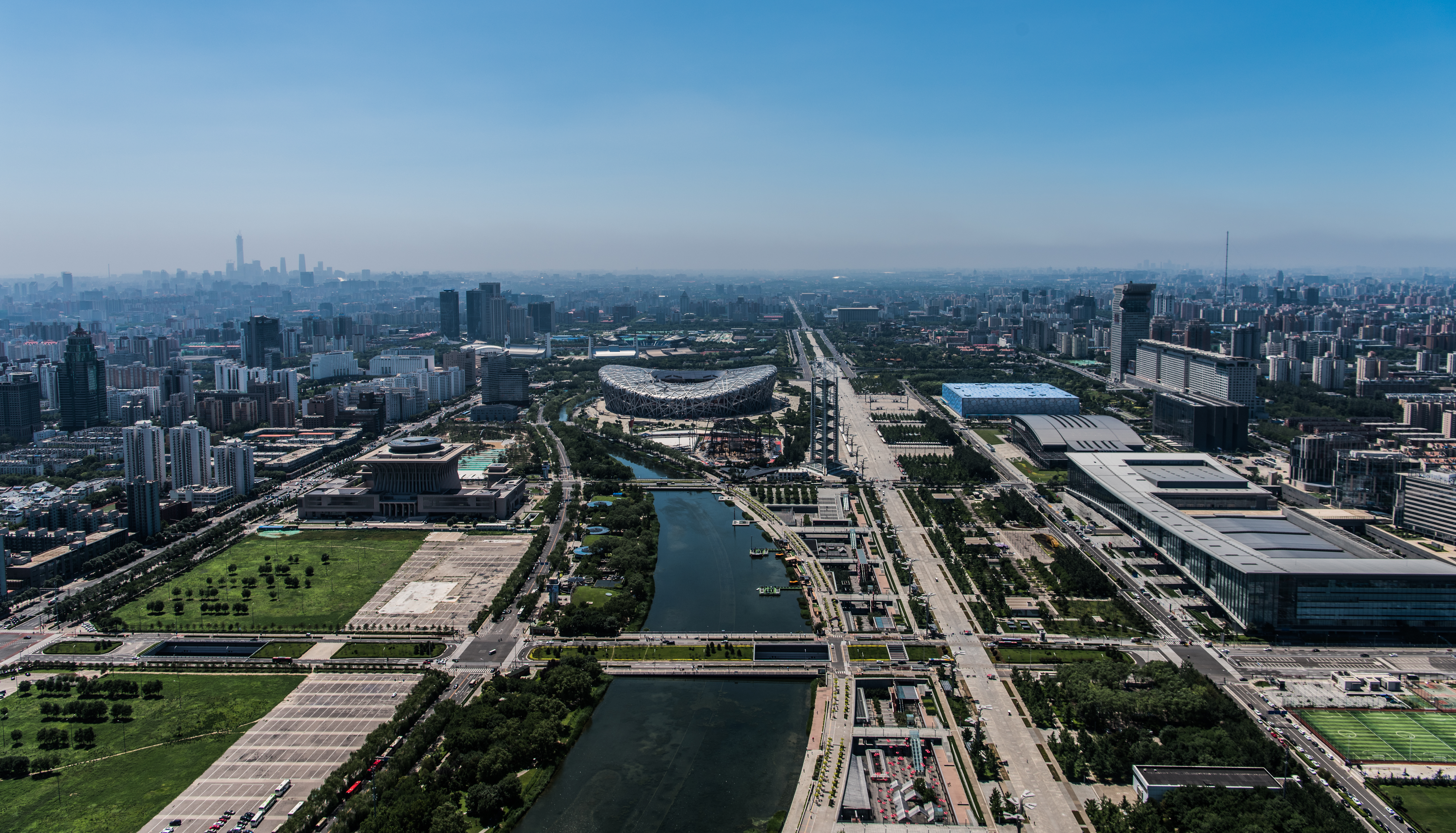
Vista áerea do Olympic Green.

O Olympic Green (algo como Área do Verde Olímpico, numa tradução livre) é o parque olímpico que concentrou as principais instalações dos Jogos Olímpicos de Verão de 2008 e a Vila Olímpica, em Pequim. Algumas instalações foram reutilizadas durante os Jogos Olímpicos de Inverno de 2022.

## Instalações do Olympic Green
- Estádio Nacional de Pequim
- Centro Aquático Nacional de Pequim
- Estádio Nacional Indoor
- Anel Nacional de Gelo de Pequim
- Centro de Tênis Olympic Green
- Estádio Centro Esportivo Olímpico
- Ginásio Centro Esportivo Olímpico
- Centro Aquático Nacional de Pequim
- Centro de Convenções do Olympic Green
- Estádio de Hóquei do Olympic Green